# 정왕 (발해)
정왕(定王, ?~812년 1월)는 발해의 제7대 왕으로, 강왕의 아들이다. 휘는 원유(元瑜)이다. 연호는 영덕(永德)을 사용하였다.

## 생애
강왕이 죽자 그 아들 대원유가 즉위하고 영덕으로 개원했다. 당나라는 중궁(中宮) 원문성(元文成)을 파견해 선왕을 조문함과 동시에, 대원유를 발해국왕에 책봉하였다. 은청광록대부 검교비서감(銀青光祿大夫 檢校秘書監)과 흘한주도독(忽汗州都督)직에 임명했다. 810년 그는 당나라에 사신 2명을 보내 조공하였다.
정책면에서는 문왕 이래의 정책을 계승하여, 당이나 일본과 밀접한 관계를 구축했다. 810년 왕자 대연진(大延眞)을 견당사로 파견하였다. 812년 당나라에서 보낸 사신을 면담했다. 즉위 3년만에 병사하였다. 
아들 대연진 대신 동생 대언의가 계승한 이유는 알 수 없다. 구당서 199권에 구당서 199권에 의하면 813년 1월 그의 동생 언의(言義)를 권지국무에 봉하고 나중에 은청광록대부 검교비서감, 도독, 발해국왕에 봉했다 한다. 그리고 당나라에서는 내시 이중민(李重旻)을 발해로 파견했다 한다.

## 가족관계
- 부왕: 강왕(康王, ? ~ 809년 재위: 794년 ~ 809년)
  -     - 아들: 대연진(大延眞)

  - 동생 : 희왕(大言義)
  - 동생 : 간왕(大明忠)

## 같이 보기
- 신라
  - 헌덕왕 (809년 - 826년)